# Iglesia del Salvador de Matsjvarishi
La iglesia del Salvador de Matsjvarishi (en georgiano: მაცხვარიშის მაცხოვრის ეკლესია, romanizado: tr ), también conocida como Matsjvar (Svano: მაცხვარ), es una iglesia ortodoxa medieval ubicada en la región montañosa al noroeste de la provincia de Svanetia, ahora parte del municipio de Mestia, región de Samegrelo-Zemo Svaneti, Georgia. Es una iglesia de salón simple ampliamente pintada al fresco por Mikael Maglakeli en 1140. Está inscrita en la lista de los Monumentos culturales inamovibles de importancia nacional de Georgia.

## Ubicación
La iglesia del Salvador se encuentra en la cima de una colina sobre el asentamiento de Matskhvarishi en el extremo oeste de la comunidad Latali, en lo que actualmente es el municipio de Mestia, a 1360 m sobre el nivel del mar. Esta parte de Svanetia era conocida como Svanetia libre en el siglo XIX. La iglesia albergaba una colección de artículos bizantinos y georgianos que fueron catalogados por el erudito Ekvtime Taqaishvili durante su expedición a Svanetia en 1910.

## Diseño
Matskhvar es una iglesia de salón, con una girola anexada a la fachada sur. Está construida con líneas regulares de bloques de piedra caliza bien labrados. Dentro de la iglesia, una espaciosa bahía está dividida por un par de pilastras de pared longitudinal de dos pasos de las cuales surge un solo arco, el cual sostiene la bóveda. Está iluminada por cuatro ventanas, una en el santuario, otra en la pared oeste y dos en la pared sur. Estas dos últimos están dispuestas de manera inusual: la ventana occidental está cortada sobre el arco de la pared y la ventana sur debajo. La iglesia tiene tres entradas, al este, sur y norte, de forma rectangular y coronadas por un tímpano arqueado internamente. Nichos arqueados flanquean la ventana del santuario. La girola fue agregada al extremo sur de la iglesia en una fecha posterior. De esta estructura solo un santuario y una arcada son originales; fue remodelada en 1986. Las paredes exteriores son lisas y una vez fueron enlucidas; la fachada sur tiene vestigios de antiguos frescos. La puerta sur es una carpintería decorativa de los siglos X-XI atribuida por una inscripción a Kvirike Agiduliani.

## Frescos

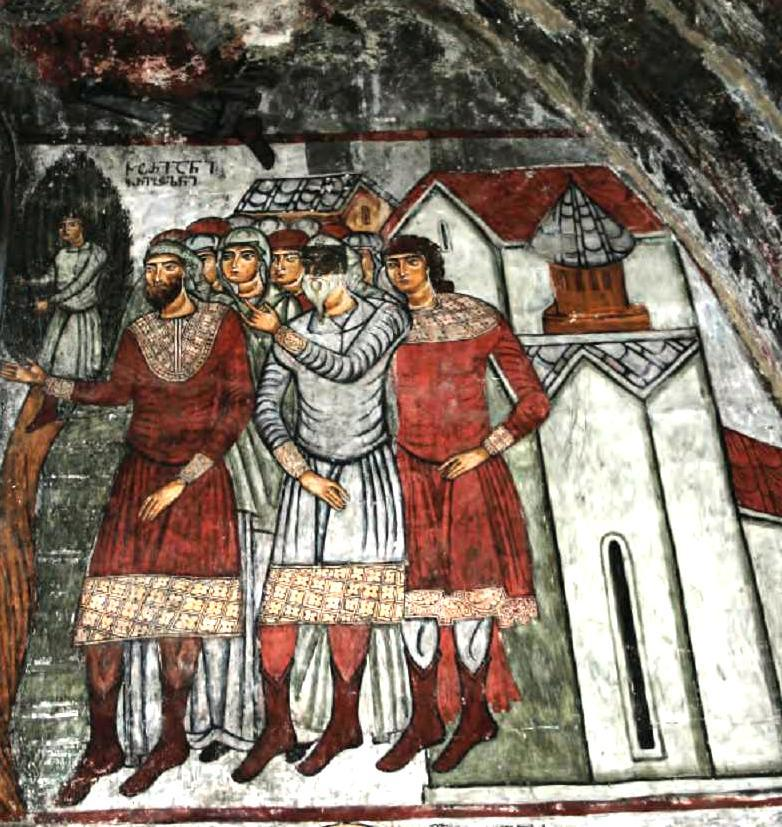
Detalle de uno de los frescos de la iglesia

El interior de la iglesia está totalmente pintado al fresco, pero las pinturas ahora están dañadas. Los frecos están datados por una inscripción en 1140 y acreditados a Mikael Maghlakeli. El santuario está tradicionalmente adornado con la Déesis. Debajo hay un grupo de apóstoles, mientras que las paredes de la nave y la caracola contienen un ciclo cristológico organizado en tres registros y una serie de santos ecuestres, una imagen recurrente en el arte mural medieval de Svan. En el arco occidental del muro norte hay una escena de coronación en la que el rey Demetre I de Georgia ( r . 1125–1156 ) se muestra siendo simultáneamente bendecido por Cristo, coronado por el arcángel Gabriel y ceñido con una espada por dos dignatarios, eristavi (duques) local. El historiador del arte Antony Eastmond ha demostrado que la representación de la coronación de Demetre celebra la creación del poder real, al tiempo que enfatiza el papel de la aristocracia local.